# Chủ nghĩa Kemal

Lục Tiễn

Chủ nghĩa Kemal (tiếng Thổ Nhĩ Kỳ: Kemalizm), chủ nghĩa Atatürk (Atatürkçülük, Atatürkçü düşünce) hay Lục Tiễn (Altı Ok) là tư tưởng kiến quốc của Nước Cộng hòa Thổ Nhĩ Kỳ, theo Mustafa Kemal Atatürk thi hành định nghĩa là các cải cách tôn giáo, văn hóa, xã hội và chính trị bao quát nhằm tách biệt nước Thổ Nhĩ Kỳ mới khỏi quá khứ Ottoman và noi theo lối sống hiện đại, bao gồm xây dựng dân chủ, thế tục, khoa học quốc trợ và giáo dục miễn phí, quy định lần đầu tiên trong nhiệm kỳ tổng thống Atatürk, là Cải cách Atatürk.
Nhiều ý tưởng cơ sở của Lục Tiễn đâm chồi nảy lộc cuối thời kỳ Đế quốc Ottoman trong các cải cách mục đích ngăn quốc gia sụp đổ, đầu tiên là các cải cách Tanzimat đầu thế kỷ 19. Phái Young Ottomans giữa thế kỷ cố tạo chủ nghĩa dân tộc Ottoman nhằm đè nén các dân tộc khác nổi lên và thành lập dân chủ hữu hạn lần đầu tiên trong lịch sử Đế quốc trong khi giữ ảnh hưởng Hồi giáo. Đầu thế kỷ 20, Phái Thiếu tráng từ bỏ dân tộc Ottoman thiên về chủ nghĩa dân tộc Thổ Nhĩ Kỳ ấu trĩ và đi theo chính kiến thế tục. Sau khi Đế quốc tan rã, Atatürk có ảnh hưởng của Phái Young Ottomans lẫn Thiếu tráng và học hỏi từ thành công thất bại tuyên bố thành lập Nước Cộng hòa Thổ Nhĩ Kỳ năm 1923, mượn các ý tưởng thế tục và dân tộc Thổ Nhĩ Kỳ từ các phong trào trước, nhưng cũng thi hành lần đầu tiên giáo dục miễn phí cùng các cải cách khác mà các lãnh đạo sau ghi thành nguyên tắc cho trị lý quốc gia.

## Tư tưởng
Chủ nghĩa Kemal là tư tưởng hiện đại hóa định hướng cuộc giao thời từ Đế quốc Ottoman đa dân tộc tôn giáo thành Nước Cộng hòa Thổ Nhĩ Kỳ đơn nhất thế tục và ấn định pham vi tiến bộ xã hội cho cuộc cải cách quốc gia. Atatürk là người sáng lập Lục Tiễn, thi hành như tư tưởng quốc gia sau khi ông qua đời, đôi khi gọi là "Chủ nghĩa xã hội đặc sắc Thổ Nhĩ Kỳ" hay "Chủ nghĩa xã hội Thổ Nhĩ Kỳ".

## Cơ sở
Có sáu trụ (ilke) cơ bản của chủ nghĩa Kemal: Cộng hòa (cumhuriyetçilik), Dân túy (halkçılık), Dân tộc (milliyetçilik), Thế tục (laiklik), Quốc gia (devletçilik) và Cải lương (hay "Cách mạng", inkılâpçılık). Tổng hợp lại thì gần giống với chủ nghĩa Jacobin mà Atatürk định nghĩa là phương pháp sử dụng chuyên chế chính trị để phá vỡ chuyên chế xã hội phổ biến trong dân số Thổ Nhĩ Kỳ-Hồi giáo ưa chuộng truyền thống, nguyên nhân ông đổ cho sự cuồng tin của giới học giả Hồi giáo. Các nguyên tắc sau được công nhận là bất biến và bất khả xâm phạm.

### Cộng hòa
Chủ nghĩa cộng hòa (cumhuriyetçilik) là ý tưởng thay thế chuyên chế quân chủ của thời đại Ottoman bằng pháp trị, chủ quyền nhân dân và đức công dân, nhấn mạnh tự do công dân được hành sử. Cộng hòa Kemal ấn định nước cộng hòa lập hiến có dân biểu được bầu, phải trị lý theo hiến luật hiện hành hạn chế quyền lực chính phủ đối với công dân. Quốc trưởng và các viên chức khác đều do bầu cử mà lấy chức, thay vì thừa kế, và các hành vi có thể bị tư pháp xem xét. Biện hộ cho thay đổi từ Đế quốc Ottoman, chủ nghĩa Kemal khẳng định mọi luật lệ của Thổ Nhĩ Kỳ nên dựa trên nhu cầu thật tế của nhân gian như nguyên lý cơ bản của đời sống dân tộc và chủ trương chế độ cộng hòa là tốt nhất trong việc đại diện nguyện vọng nhân dân.
Nước cộng hòa Kemal thuộc loại dân chủ đại nghị có Quốc hội chọn trong cuộc tổng tuyển cử, Tổng thống là quốc trưởng do Quốc hội bầu, có nhiệm kỳ hữu hạn, Thủ tướng do Tổng thống bổ nhiệm và các Bộ trưởng khác do Quốc hội bầu. Tổng thống không sở hữu quyền hành chính trực tiếp, nhưng được phủ quyết trong vài trường hợp và có thể tổ chức trưng cầu dân ý. Việc chính phủ hàng ngày, Hội đồng Bộ trưởng phụ trách, do Thủ tưởng cùng các Bộ trưởng thành lập. Có phân quyền giữa hành chính (Tổng thống và Hội đồng Bộ trưởng), lập pháp (Quốc hội) và tư pháp, tức không nhánh nào được điều khiển lẫn nhau, tuy quốc hội phụ trách giám sát Hội đồng Bộ trưởng và có thể buộc từ chức bằng cuộc biểu quyết bất tín nhiệm.
Nước cộng hòa là quốc gia đơn nhất, ba nhánh chính phủ trị quốc như một đơn vị, có một cơ quan lập pháp hiến định. Với vài vấn đề, chính quyền được phân cho cấp dưới là các nghị hội địa phương do thị trưởng thay mặt, nhưng trung ương giữ vai trò chính.

### Dân túy
Chủ nghĩa dân túy (halkçılık) định nghĩa là cách mạng xã hội mục đích chuyển giao chính quyền cho công dân, không chỉ thành lập chủ quyền nhân dân mà còn biến đổi xã hội kinh tế để thực hiện nước dân túy thật sự. Tuy nhiên phản đối xung đột giai cấp và tin rằng thống nhất quốc gia đứng trên hết. Đối với chủ nghĩa Kemal dân túy hình dung xã hội coi trọng lao động và thống nhất quốc gia, có mục đích tạo động lực thống nhất khơi gợi được ý tưởng nước nhà Thổ Nhĩ Kỳ và dân quyền để xây dựng sự thống nhất ấy.
Dân túy là một phần của phong trào hiện đại hóa Kemal, mục tiêu làm Hồi giáo tương thích với quốc gia hiện đại, bao gồm chính phủ giám sát các trường, tổ chức tôn giáo; chính Mustafa Kemal đã nói "mọi người cần nơi học tôn giáo tín ngưỡng, ấy là tiểu học chứ không phải Hồi học". Đây là nhằm công kích "sự hủ bại" của Hồi giáo do giới Ulema. Kemal tin rằng trong thời kỳ Ottoman các học giả Hồi giáo lạm dụng chức quyền và thao túng các tập tục tôn giáo để mưu cầu lợi riêng. Cũng có lo sợ rằng nếu giáo dục không có chính phủ giám sát thì các Hồi học có thể làm trầm trọng vấn đề cô lập Tariqa mà đe dọa tiêu hủy sự thống nhất của nước Thổ Nhĩ Kỳ.

#### Chủ quyền
Dân túy Kemal không chấp thuận bất kỳ tính từ nào trước định nghĩa dân tộc [dân tộc...] chối bỏ các loại thống nhất quốc gia theo tư tưởng phát xít, toàn trị, tôn giáo hay chủng tộc và phản đối kịch liệt mọi chính quyền, đàn áp, thực dân, đế quốc chống dân quyền. Chủ quyền phải thuộc về nhân dân mà không có điều kiện, yêu cầu,...:
Chủ quyền thuộc về nhân dân/dân tộc vô hạn vô điều kiện.— Mustafa Kemal Atatürk

#### Châm ngôn
Dân túy Kemal là sự phản động với sự thống trị của tù trưởng, thủ lĩnh bộ lạc và chủ nghĩa Hồi giáo (Hồi giáo làm chính thể) trong Đế quốc Ottoman. Ban đầu việc thành lập nước cộng hòa xem là "Trở về tháng ngày các caliphs đầu tiên", tuy nhiên chủ nghĩa dân tộc mục đích là chuyển giao chính quyền từ chuyên chế (Nhà Ottoman), thần chính (Caliphate Ottoman) cùng chế độ phong kiến (thủ lĩnh bộ lạc) sang công dân tích cực tham gia, là người Thổ Nhĩ Kỳ. Dân túy chủ trương thành lập giá trị của công dân mà niềm tự hào sẽ làm động lực tâm lý cần thiết cho người dân làm việc khó hơn và đạt được tinh thần thống nhất, bản sắc quốc gia. Sự tham gia tích cực hay "nguyện vọng nhân dân" chế độ cộng hòa thành lập và tính Thổ Nhĩ Kỳ thay thế các hình thức liên hệ khác do Đế quốc Ottoman tán trợ (như trung thành với các millets dẫn đến chia rẽ nội bộ), tượng trưng bằng:
Tiếng Thổ Nhĩ Kỳ: Ne mutlu Türküm diyene. (tiếng Việt: Hạnh phúc biết bao người gọi bản thân là Thổ.)— Mustafa Kemal Atatürk

Khẩu hiệu "Ne mutlu Türküm diyene"được ủng hộ thay các câu "Sultan vạn tuế", "Tù trưởng muôn năm", "Caliph trường tồn".

### Thế tục
Chủ nghĩa thế tục có mục tiêu tiêu diệt ảnh hưởng tồn giáo trong công vụ và ngược lại, khác với khái niệm thế tục Anh-Mỹ nhưng tương tự với laïcité ở Pháp.
Căn nguyên của thế tục Kemal nằm tại nỗ lực cải cách cuối Đế quốc Ottoman, đặc biệt trong thời kỳ Tanzimat và Thời đại Hiến chính Thứ hai theo sau. Đế quốc Ottoman là nước Hồi giáo quốc trưởng giữ vị trí Caliph, hệ thống xã hội sắp xếp theo các chế độ khác nhau bao gồm hệ thống Millet tôn giáo cùng Hồi luật, cho phép tư tưởng tôn giáo nhập vào chế độ chính trị, kinh tế và hành chính của nước, hiện nay chủ nghĩa Hồi giáo định là "tư tưởng Hồi giáo nên định hướng đời sống cá nhân cũng như chính trị và xã hội". Trong Thời đại Hiến chính Thứ hai Quốc hội theo hầu hết các chính sách thế tục, tuy dân túy tôn giáo và công kích lòng thành kính của ứng viên khác các chính đảng vẫn dùng trong kỳ bầu cử. Các chính sách này là lý do cho cuộc phản đảo chính năm 1909 của giới Hồi chính và chuyên chế quân chủ, cũng là nguyên nhân cho Cuộc Khởi nghĩa A Rập trong Thế chiến Thứ nhất.
Khi thế tục ban hành trong nước Thổ Nhĩ Kỳ ấu trĩ, ban đầu là bãi bỏ Caliphate tháng 3 năm 1924, chức vụ Shaykh al-Islām thay bằng Cục Giáo vụ (Diyanet). Năm 1926 bộ dân luật Mecelle cùng bộ Hồi luật bị bỏ thay bằng bộ dân pháp dựa trên Bộ Dân luật Thụy Sĩ và bộ hình luật theo luật của Ý và Đức. Các tập tục tôn giáo khác cũng dẹp đi, bao gồm giải tán các hội Sufi và hình sự hóa mặc mũ Fez mà Atatürk xem là tàn dư của quá khứ Ottoman.

#### Quốc gia và tôn giáo (Laïcité)
Thắng lợi của laïcité ở Pháp sâu sắc ảnh hưởng Atatürk, coi mô hình Pháp là chủ nghĩa thế tục thật sự. Chủ nghĩa Kemal chủ trương kiểm soát tôn giáo mà biến thành việc riêng tư thay vì định chế cản trở tiến bộ xã hội, khoa học và chính trị. "Lý do đúng mực" và "tự do của đồng bào," Atatürk từng nói. Đây không chỉ đơn thuần là phân ly chính giáo; Atatrk được mô tả là cứ như thể Leo III, Martin Luther, Baron d'Holbach, Ludwig Büchner, Émile Combes và Jules Ferry hợp lại mà đề xướng thế tục Kemal, không ám chỉ hay tán thành bất khả tri hoặc hư vô, mà ủng hộ tự do tư tưởng và độc lập của các cơ quan chính phủ với sự tư trị của tín ngưỡng, định chế tôn giáo. Nguyên tắc thế tục không phản đối tôn giáo phi chính trị và ôn hòa mà chống đối tôn giáo đấu tranh chống hiện đại hóa và dân chủ.
Theo tư tưởng Kemal Thổ Nhĩ Kỳ cách đều mọi tôn giáo, không tán thành cũng chẳng chê trách bất kỳ hệ tín ngưỡng nào, tuy nhiên không chỉ phân biệt chính giáo mà còn kiểm soát các cơ sở Hồi giáo. Đối với vài người đây đồng nghĩa với việc chính phủ chỉ đạo giáo vụ và giám sát mọi hoạt động tôn giáo, khiến giới thủ cựu tôn giáo chỉ trích, cho rằng để có nước thế tục thì chính phủ không được kiểm soát hoạt động của các định chế tôn giáo. Bất kể lời dị nghị chính sách kiểm soát chính thức được hiến pháp năm 1961 ban dụng.
Theo tư tưởng Kemal phải loại bỏ mọi yếu tố tôn giáo khỏi xã hội. Sau khi Thổ Nhĩ Kỳ giành độc lập từ phương Tây giáo dục thế tục lẫn tôn giáo được chính phủ kiểm soát, tập trung hệ thống bằng một khóa trình cho trường công để loại trừ hoặc giảm bớt sự thu hút của trường tôn giáo. Luật lệ ban hành để bãi bỏ hội tôn giáo tên Tarikats, chức như Shirk và dervish dẹp đi và chính phủ cấm chỉ các hoạt động. Ngày nghỉ, chính phủ đổi từ thứ Sáu thành Chủ Nhật. Các giới hạn cũng bao hàm luôn nghĩa vụ tôn giáo và đặt tên: người Thổ phải có tên họ và không được phép đi hành hương đến Mecca.

#### Chính giáo (Thế tục)
Mô hình chính giáo phân ly của tư tưởng Kemal chủ trương cải cách các định chế, nhóm lợi ích (như chính đảng, công đoàn và hội vận động), quan hệ giữa các định chế ấy và các chuẩn mực, quy tắc ấn định nhiệm vụ (hiến pháp, luật bầu cử). Cải cách lớn nhất là việc bãi bỏ Caliphate Ottoman ngày 3 tháng 3 năm 1924, sau bỏ luôn cơ chế chính trị. Điều khoản ấn định "Quốc giáo của Thổ Nhĩ Kỳ là đạo Hồi" được xóa khỏi hiến pháp ngày 10 tháng 4 năm 1928.
Về mặt chính trị thì tư tưởng Kemal có tính phản giáo chủ tưởng ngăn cản tôn giáo ảnh hưởng quá trình dân chủ, là vấn đề ngay cả khi trong chính trị hầu hết thế tục của Thời đại Hiến chính Thứ hai, khi các đảng phi tôn giáo như Ủy ban Tiến bộ và Liên minh với Đảng Hòa bình và Tự do chính tranh về các vấn đề như lòng thành kính của các ứng viên trong cuộc bầu cử năm 1912. Vậy nên theo Kemal chính khách không thể cho là bảo vệ bất kỳ tôn giáo hay giáo phái nào, là đủ cơ sở pháp lý để cấm vĩnh viễn các chính đảng.

#### Phù hiệu
Xã hội Ottoman lấy quan hệ tôn giáo làm cơ sở, phù hiệu bao hàm mọi việc xã hội. Quần áo cho biết dân thuộc nhóm tôn giáo nào, mũ thì phân biệt giai cấp thứ hạng và nghề nghiệp. Mũ bê-rê, fez và turban cho biết giới tính, thứ hạng và công việc dân sự lẫn quân sự của người mặc. Ngoài các nơi thờ cúng mặc phù hiệu tôn giáo bị cấm.
Tuy Atatürk coi giáo phục của phụ nữ là đi ngược với tiến bộ và bình đẳng, nhưng cũng thừa nhận khăn trùm đầu không có hại nhiều cho việc phân ly chính giáo và không đáng bị cấm. Nhưng sau cuộc đảo chính năm 1980 của quân đội thân Kemal thì hiến pháp sửa đổi năm 1982 cấm phụ nữ mặc giáo phục đạo Hồi như khăn trùm đầu ở các tổ chức giáo dục cao cấp. Joost Lagendijk thành viên Nghị hội châu Âu kiêm chủ tịch Ủy ban Nghị hội chung với Thổ Nhĩ Kỳ đã công khai chỉ trích các giới hạn cho phụ nữ Hồi giáo, trong khi Tòa án Nhân quyền châu Âu lại phán trong vô số vụ rằng các giới hạn ở công sở và cơ quan giáo dục không vi phạm quyền lợi con người.

### Cải lương
Chủ nghĩa cải lương hay "chủ nghĩa cách mạng" (inkılâpçılık) là nguyên tắc chủ trương đất nước thay các định chế, khái niệm truyền thống bằng các cơ quan, ý tưởng hiện đại, đề xướng thay đổi xã hội cơ bản dùng cách mạng làm chiến lược tiến tới xã hội hiện đại. Cốt lõi của cuộc cách mạng theo Kemal là sự thật hiển nhiên; không thể qua về đường lối cũ bởi nó là lạc hậu.
Nguyên tắc cách mạng tiến xa hơn chỉ công nhận các cải cách xã hội chính trị tiến hành trong khi Atatürk còn sống, được chấp nhận là vĩnh viễn. Atatürk không bao giờ cân nhắc khả năng ngừng hoặc thời kỳ chuyển tiếp trong việc thi hành, mở ra dần dần cuộc cách mạng. Hiện tại thì đây được hiểu là thay đổi tích cực: Thổ Nhĩ Kỳ phải thêm các đặc sắc của nước vào các định chế Tây Âu và thay đổi sao cho hợp với văn hóa bản xứ, theo đúng tư tưởng Kemal. Việc này đòi hỏi kinh nghiệm xã hội, văn hóa của hàng chục thế hệ (kết quả là ký ức tập thể của dân tộc Thổ Nhĩ Kỳ).

### Dân tộc
Chủ nghĩa dân tộc (milliyetçilik) mục đích là kiến lập nước dân tộc từ tàn dư của Đế quốc Ottoman đa sắc tộc, tôn giáo, bắt nguồn từ thuyết dân ước, đặc biệt do Jean-Jacques Rousseau và quyển Dân Ước của ông đề xướng. Sự tan rã của Đế quốc Ottoman khẳng định lập trường của chủ nghĩa Kemal, coi việc ấy là bởi sự thất bại của hệ thống "Millet" cùng sự vô dụng của chủ nghĩa dân tộc Ottoman. Chủ nghĩa dân tộc coi dân ước là "lý tưởng cao nhất".
Trong việc trị lý và bảo vệ Dân tộc Thổ Nhĩ Kỳ; thống nhất quốc gia, ý thức quốc gia cùng văn hóa quốc gia là các lý tưởng chúng ta nhìn về.— Mustafa Kemal Atatürk

Tư tưởng Kemal định nghĩa "Dân tộc Thổ Nhĩ Kỳ" (Türk Ulusu) là nước người dân Thổ luôn yêu dấu và nỗ lực ca ngợi gia đình, quốc gia và dân tộc, biết rõ nghĩa vụ, trách nhiệm với đất nước xã hội, thế tục và dân chủ do pháp trị, thành lập trên nhân quyền và các nguyên tắc ấn định trong lời mở đầu của hiến pháp Nước Cộng hòa Thổ Nhĩ Kỳ. Mustafa Kemal Atatürk định nghĩa Dân tộc Thổ Nhĩ Kỳ là:
Những người hội tụ thành Nước Cộng hòa Thổ Nhĩ Kỳ thì gọi là Dân tộc Thổ Nhĩ Kỳ.— Mustafa Kemal Atatürk

#### Tiêu chuẩn
Tiêu chuẩn cho bản sắc dân tộc hay đơn thuần làm người Thổ (Türk) là ngôn ngữ chung cùng/hoặc các giá trị phổ biến định là quốc sử chung và sẵn lòng chia sẻ tương lai. Tư tưởng Kemal định nghĩa "người Thổ Nhĩ Kỳ" là:
Những người bảo vệ và xúc tiến các giá trị nhân văn, văn hóa, tinh thần và đạo đức của Dân tộc Thổ Nhĩ Kỳ.

Quốc tịch thường lấy được khi sinh ra trong biên giới nước, cũng theo nguyên tắc huyết quyền. Quốc tịch Kemal được ấn định tại Điều 66 Hiến pháp Nước Cộng hòa Thổ Nhĩ Kỳ. Mọi công dân đều được công nhận là người Thổ, bất kể sắc tộc, tín ngưỡng, giới tính... Luật quốc tịch Thổ ấn định quốc tịch có thể bị tước đoạt chỉ do hành vi phản quốc.
Năm 2005 Điều 301 Bộ Hình luật Thổ Nhĩ Kỳ phạt tội xúc phạm tính Thổ Nhĩ Kỳ, nhưng do áp lực từ Liên minh châu Âu mà năm 2008 đổi thành bảo vệ "dân tộc Thổ Nhĩ Kỳ" cộng đồng dân 'tưởng tượng' sống trong biên giới theo Quốc ước (Misak-ı Milli).

#### Phạm vi
Chủ nghĩa dân tộc Kemal chủ trương nguyên tắc nước Thổ Nhĩ Kỳ là khối không thể chia cắt bao hàm lãnh thổ, người dân định nghĩa "thống nhất đất nước", và tôn trọng quyền độc lập của mọi nước khác.

##### Chủ nghĩa toàn Thổ
Chủ nghĩa Kemal không chỉ "chủ nghĩa toàn Thổ" làm tư tưởng quốc gia chính thức mà còn tập trung vào quyền lợi hẹp hơn của nước và từ bỏ quan tâm cho "Ngoại Thổ".
Chủ nghĩa toàn Thổ là tư tưởng tộc tâm chủ trương [thống nhất mọi dân tộc Thổ] trong khi chủ nghĩa Kemal thì lại đa tâm đề xướng [thống nhất theo "nguyện vọng chung"]. Tư tưởng Kemal muốn được bình đẳng trong các nước văn minh thế giới, trong khi giới toàn Thổ luôn nhấn mạnh đặc tính của người Thổ và muốn thống nhất mọi dân tộc Thổ; Kemal muốn chỗ đứng bình đẳng (dựa trên sự tôn trọng) và không muốn thống nhất người dân Thổ Nhĩ Kỳ với các dân tộc Thổ khác, hầu hết giới Kemal không quan tâm đến chủ nghĩa toàn Thổ, và từ năm 1923 đến 1950 (thời kỳ một đảng) phản ứng kiên quyết.

##### Chủ nghĩa Turan
Chủ nghĩa Kemal tập trung vào người Thổ trong văn hóa và dân tộc sống động, lịch sử tại Anatolia [lập trường lấy Anatolia làm tâm điểm] thay thế chủ nghĩa Turan làm tư tưởng nước nhà chính thức.
Chủ nghĩa Turan coi dân tộc là liên hợp của mọi người Turan, bao gồm người Tungus, Hung, Phần Lan, Mông Cổ, Estonia và Hàn, từ Dãy núi Altai ở Đông Á đến Bosphorus. Tư tưởng Kemal có định nghĩa ngôn ngữ hẹp hơn, muốn loại trừ [thanh tẩy] các từ Ba Tư, A Rập, Hy Lạp, Latin... khỏi tiếng nói ở Anatolia, trong khi các lãnh đạo Turan như Enver Pasha thì chuộng ngôn ngữ tiến hóa chung cho tất cả dân tộc Turan, ít khác biệt mà nhiều tương đồng.

##### Chủ nghĩa khuếch trương
Đối với việc khuếch trương tư tưởng Kemal phản đối chủ nghĩa đế quốc và có mục đích đẩy mạnh "hòa bình" trong nước lẫn ngoài. Năm 1930 Mustafa Kemal Atatürk viết:
Trong sự thống nhất xã hội và chính trị của dân tộc Thổ Nhĩ Kỳ hiện nay, vài công dân, quốc dân đã bị khích tự nghĩ bản thân là người Kurd, Circassia, Laz hay Bosnia. Nhưng những danh hiệu sai lầm này là hậu quả của các thời kỳ chuyên chế quá khứ chỉ mang lại buồn khổ cho các thành viên của dân tộc, ngoại trừ vài kẻ phản động ngu xuẩn sau trở thành công cụ của kẻ thù. Đây là bởi các cá nhân của dân tộc (Kurd, Circassia, Laz hoặc Bosnia) có chung với xã hội Thổ Nhĩ Kỳ quá khứ, lịch sử, khái niệm đạo đức và pháp luật giống nhau.

### Quốc gia
Chủ nghĩa quốc gia (devletçilik) theo Kemal Atatürk tức là sự hiện đại hóa hoàn thiện của Thổ Nhĩ Kỳ rất phụ thuộc phát triển kỹ thuật và kinh tế, nguyên tắc là chính phủ sẽ quản lý các hoạt động kinh tế chung của nước và mở mang các lĩnh vực mà tư nhân không chịu làm, hậu quả của nhu cầu định lại mối quan hệ giữa tư bản xã hội và quốc tế ở Thổ Nhĩ Kỳ. Trong khi Đế quốc Ottoman tập trung vào nguyên liệu thô và có thị trường tự do trong hệ thống tư bản quốc tế, Thổ Nhĩ Kỳ thì là xã hội nông nghiệp gồm nhiều điền chủ và thương gia. Nhân dân Thổ kiểm soát nền kinh tế khá rõ ràng từ năm 1923 đến thập niên 30, nhưng vẫn thành lập được các công ty quốc doanh dùng tiền ngoại tư chung. Nhưng sau cuộc đại khủng hoảng thập niên 30 kế hoạch phát triển bắt đầu hướng nội trong thời kỳ thường gọi là thời kỳ quốc gia, chính phủ trực tiệp có chân trong tích lũy vốn và đầu tư cùng cân nhắc quyền lợi của tư nhân. Nước nhà thường vào các lĩnh vực kinh tế và ngành tư nhân không hoạt động, hoặc vì quá yếu hay vì đã thất bại trong quá khứ, thường là các dự án cơ sở hạ tầng và trạm năng lượng, nhưng cũng có các ngành kim loại và thép, trong khi quần chúng chịu gánh nặng của việc tích lũy tư bản.

## Phân tích

### Chủ nghĩa Kemal và các đảng Thổ Nhĩ Kỳ

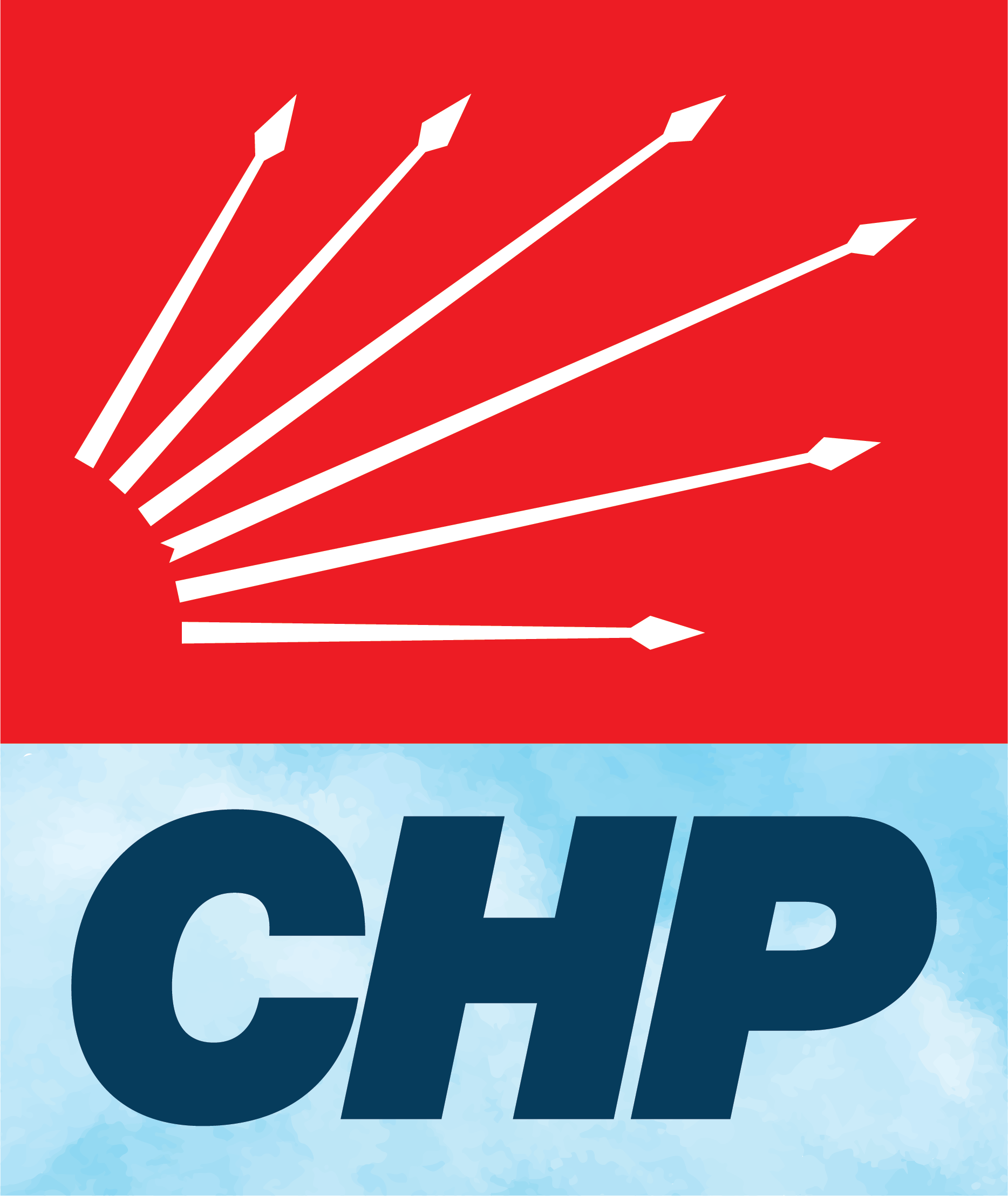
"Lục Tiễn" trên logo của Đảng Nhân dân Cộng hòa

Đảng Nhân dân Cộng hòa Mustafa Kemal Atatürk thành lập ngày 9 tháng 9 năm 1923, không lâu trước khi Nước Cộng hòa Thổ Nhĩ Kỳ thành lập ngày 29 tháng 10. Đảng không sửa đổi hay cố định cơ sở học thuyết của chủ nghĩa Kemal từ thập niên 40 đến 60, nhưng sau bắt đầu ngả về bên tả. Giới ủng hộ tả trung chấp nhận các nguyên tắc của tư tưởng Kemal nhưng cũng thừa nhận ý tưởng thay đổi hệ thống do chính phủ làm là cần thiết cho hiện đại hóa. Trong thập niên 70 đảng phải thay đổi cơ bản đường lối khi nước bắt đầu ruồng bỏ chủ nghĩa Kemal, vài kế hoạch được cho là dân chủ cánh tả. Nhiều người vẫn tin vào sáu nguyên tắc trong khi người khác thì nỗ lực giảm vai trò của quốc gia trong xã hội Thổ Nhĩ Kỳ.

### Chủ nghĩa Kemal và hiến pháp
Sáu nguyên tắc được ấn định ngày 5 tháng 2 năm 1937, 14 năm sau khi Thổ Nhĩ Kỳ sáng lập.
Theo Điều 2 Đoạn 1 Hiến pháp năm 1924:
Thổ Nhĩ Kỳ là cộng hòa, dân tộc, dân túy, quốc gia, thế tục và cách mạng.

Hiến pháp Thổ được tu chính cơ bản sau cuộc đảo chính quân sự năm 1960 lẫn 1980, cả hai lần đều được chấp thuận trong cuộc trưng cầu dân ý.
Điều 1 Đoạn 1 Hiến pháp năm 1961 quy định "Thổ Nhĩ Kỳ là nước cộng hòa." Theo Điều 2 Đoạn 1:
Nước Cộng hòa Thổ Nhĩ Kỳ là dân tộc, dân chủ, thế tục và xã hội, do pháp trị, dựa trên nhân quyền và các nguyên tắc cơ bản trong lời tựa.

Điều 1 Đoạn 1 Hiến pháp năm 1982 quy định "Thổ Nhĩ Kỳ là nước cộng hòa." Theo Điều 2 Đoạn 1:
Nước Cộng hòa Thổ Nhĩ Kỳ là dân chủ, thế tục và xã hội do pháp trị; luôn cân nhắc khái niệm công hòa, đoàn kết dân tộc và công lý; tôn trọng nhân quyền, trung với chủ nghĩa dân tộc của Atatürk và dựa trên các nguyên tắc trong Lời tựa.

Chỉ các nguyên tắc thế tục, dân tộc và dân chủ được giữ nguyên trong mỗi bản hiến pháp. Hiến pháp năm 1961 nhấn mạnh hơn nhân quyền, pháp trị và nước phúc lợi so với bản năm 1923, còn bản năm 1982 thì tập trung vào hòa bình xã hội và đoàn kết dân tộc, nhưng cũng nêu rõ vài nguyên tắc của Atatürk và ghi thẳng vào hiến pháp.

### Chủ nghĩa Kemal nhìn từ bên ngoài
Trong thập niên 20 và 30, sự biến đổi trong nước của Thổ Nhĩ Kỳ cùng sự tiến hóa của hệ tư tưởng, chính lý được Đức, Pháp, Anh và Hoa Kỳ quan sát kĩ cùng với vài nước ở phía Đông. Gần đây sự quan tâm học thuật về lịch sử xuyên quốc gia của tư tưởng đã mở rộng, vài học giả tập trung vào thời kỳ chiến gian ở Bulgaria, Cyprus, Nam Tư và Ai Cập giải thích xem chủ nghĩa Kemal như công cụ thật dụng đã biến thành phong trào toàn cầu như thế nào mà ảnh hưởng vẫn có thể thấy ngày nay. Có học giả xem xét tác dụng của các cải cách cùng hình ảnh Atatürk với cộng đồng Do Thái ở Palestin Anh trị trước khi Israel thành lập, vài người còn đi đến Ba Tư, A Phú Hãn, Trung Quốc, Ấn Độ và các vùng khác ở Hồi giới để đánh giá ảnh hưởng của Mustafa Kemal và dự án hiện đại hóa ông. Quan điểm ở các nước ngoài hầu hết đều tích cực. Trong bối cảnh này, một cộng sự quan trọng của Thổ Nhĩ Kỳ trong thời kỳ chiến gian là Liên Xô cùng các lãnh đạo, cán bộ cộng sản, nhà báo và học giả ban đầu xét chủ nghĩa Kemal là bạn đồng minh tư tưởng trong cuộc đấu tranh chống phương Tây. Tuy từ cuối thập niên 20 đến thập niên 50 cộng sản nhìn nhận tư tưởng Kemal tiêu cực, nhưng trong thập niên 60 và 70 Liên Xô quay trở về lập trường bình thường hóa.